# Lijst van burgemeesters van Opmeer
Dit is een lijst van burgemeesters van de Nederlandse gemeente Opmeer in de provincie Noord-Holland.
| Ambtsperiode | Naam burgemeester                   | Partij of stroming | Bijzonderheden                                                                   |
| ------------ | ----------------------------------- | ------------------ | -------------------------------------------------------------------------------- |
| 1817 - 1840  | Frederik (F.) Vriesman              |                    |                                                                                  |
| 1840 - 1846  | J. van Baar                         |                    |                                                                                  |
| 1846 - 1853  | J. van Baar                         |                    |                                                                                  |
| 1853 - 1872  | Petrus François van den Steen       |                    | tevens burgemeester van Spanbroek (1843-1872)                                    |
| 1872 - 1873  | T.A.O. de Ridder                    |                    | tevens burgemeester van Hoogwoud (1870-1873), later van burgemeester van Katwijk |
| 1873 - 1877  | P.J.A. de Bruine                    |                    | tevens burgemeester van Hoogwoud, later burgemeester van Zwijndrecht             |
| 1877 - 1881  | J.C. Albrecht                       |                    | tevens burgemeester van Hoogwoud                                                 |
| 1881 - 1917  | Hector Jacob Koenraad van den Steen |                    | tevens burgemeester van Spanbroek (1872-1917); zoon van P.F. van den Steen       |
| 1918 - 1936  | Arie Commandeur                     |                    | tevens burgemeester van Spanbroek                                                |
| 1936 - 1944  | H.J.M. Keijzer                      |                    | tevens burgemeester van Spanbroek                                                |
| 1944 - 1945  | N. Bruin                            |                    | waarnemend; tevens waarnemend burgemeester van Spanbroek                         |
| 1945 - 1955  | H.J.M. Keijzer                      |                    | tevens burgemeester van Spanbroek                                                |
| 1955 - 1976  | Klaas (K.) Komen                    | KVP                | tevens burgemeester van Spanbroek tot fusie met Opmeer in juli 1959              |
| 1976 - 2002  | Wim (W.S.P.P.) de Leeuw             | KVP/CDA            |                                                                                  |
| 2002 - 2004  | Hans (J.F.N.) Cornelisse            | CDA                | waarnemend                                                                       |
| 2004 - 2021  | GertJan (G.J.A.M.) Nijpels          | VVD                | deels waarnemend, in het ambt overleden op 8 februari 2021                       |
| 2021         | Wim (W.G.) Groeneweg                | CDA                | waarnemend                                                                       |
| 2021 - 2025  | Gerard (G.J.) van den Hengel        | VVD                | [ 3 ]                                                                            |
| 2025 - heden | Herman Wiersema                     | PvdA               | waarnemend                                                                       |